# Cleistes
Cleistes är ett släkte av orkidéer. Cleistes ingår i familjen orkidéer.

## Bildgalleri

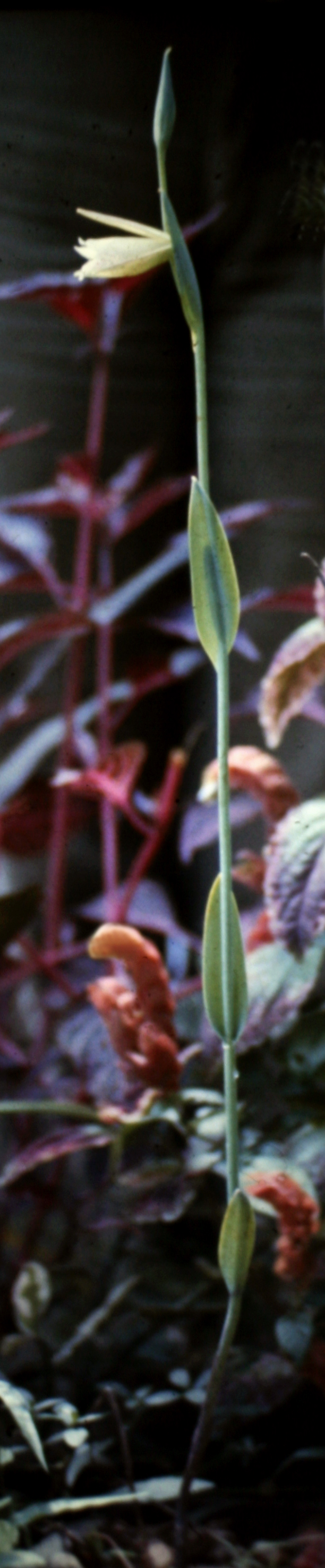
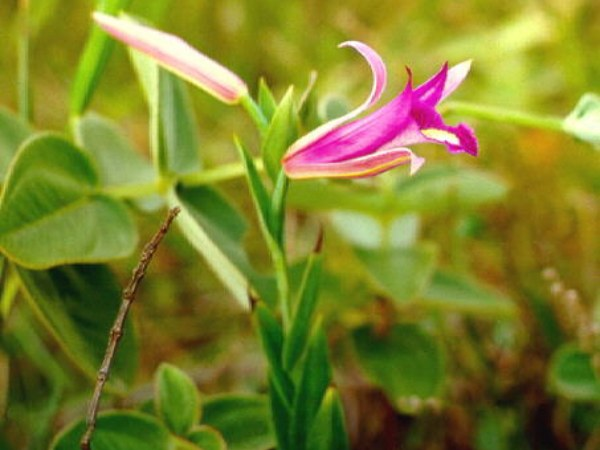
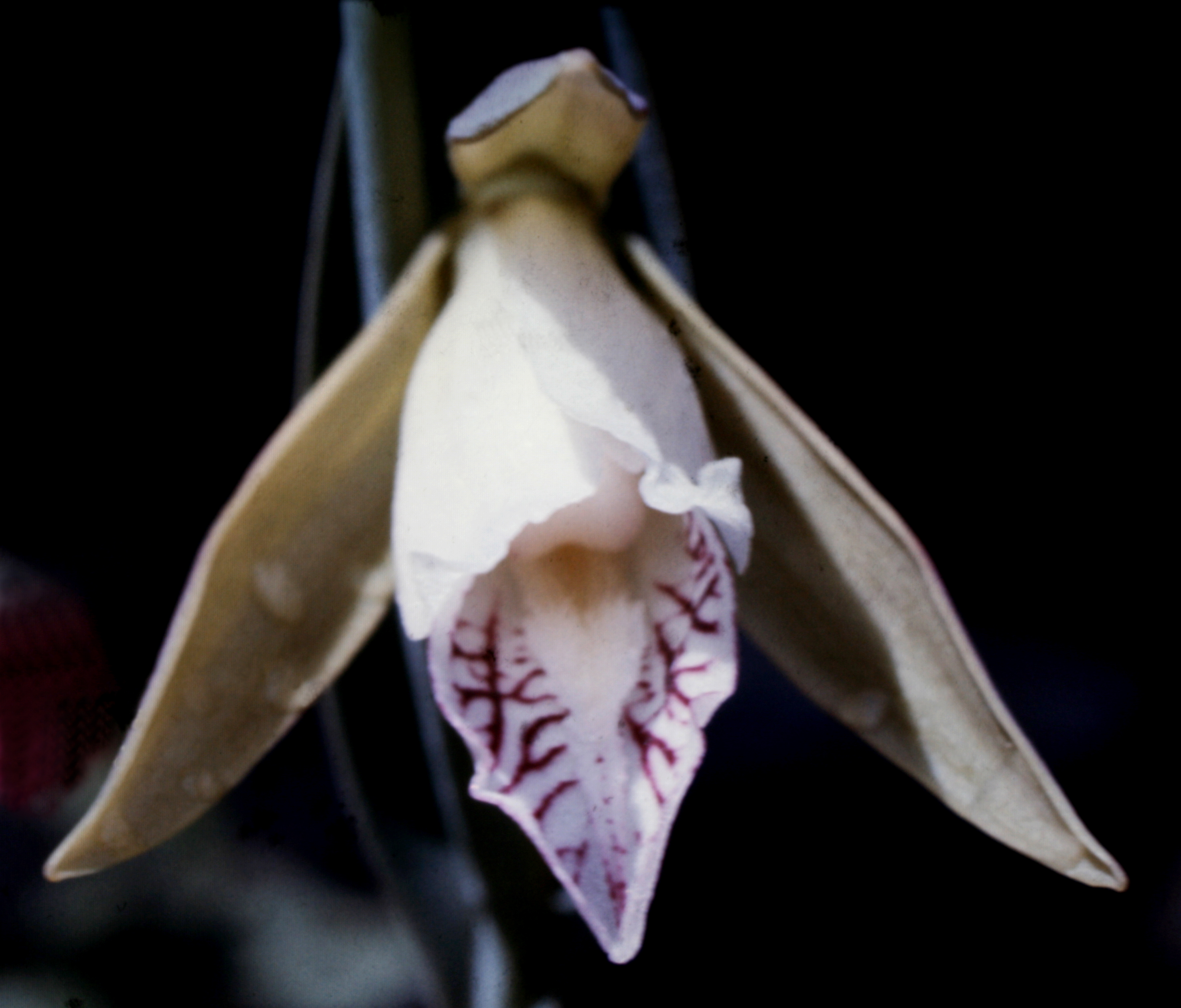
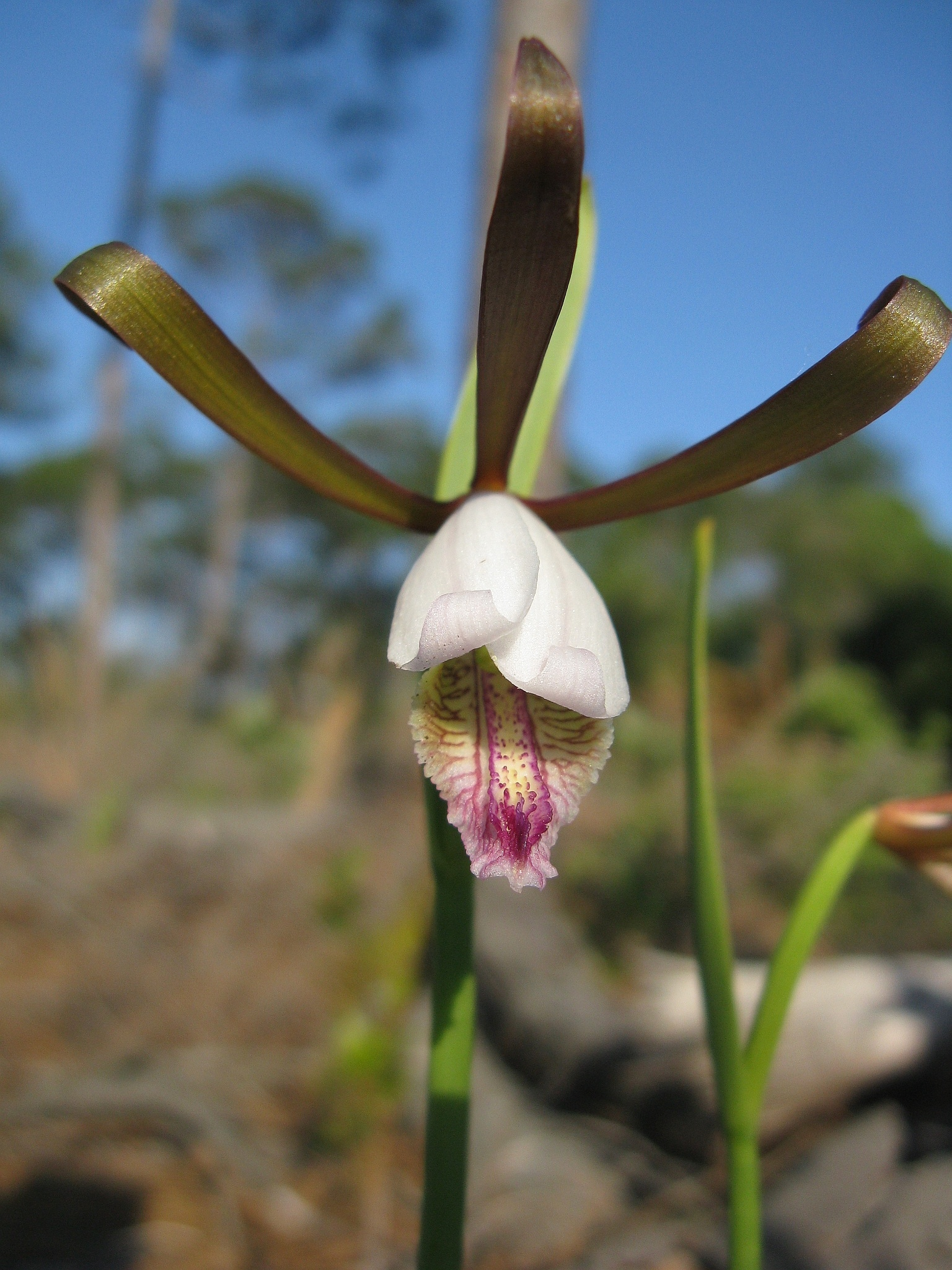

## Dottertaxa tillCleistes, i alfabetisk ordning[1]
- Cleistes abdita
- Cleistes acuminata
- Cleistes aphylla
- Cleistes australis
- Cleistes batistana
- Cleistes bella
- Cleistes brasiliensis
- Cleistes calantha
- Cleistes caloptera
- Cleistes carautae
- Cleistes castaneoides
- Cleistes catharinensis
- Cleistes cipoana
- Cleistes costaricensis
- Cleistes elegantula
- Cleistes elongata
- Cleistes exilis
- Cleistes fragrans
- Cleistes gert-hatschbachiana
- Cleistes grandiflora
- Cleistes huberi
- Cleistes humidicola
- Cleistes ionoglossa
- Cleistes itatiaiae
- Cleistes latiglossa
- Cleistes latipetala
- Cleistes latiplume
- Cleistes lenheirensis
- Cleistes lepida
- Cleistes libonii
- Cleistes liliastrum
- Cleistes macrantha
- Cleistes magnifica
- Cleistes mantiqueirae
- Cleistes metallina
- Cleistes miersii
- Cleistes monantha
- Cleistes montana
- Cleistes moritzii
- Cleistes nana
- Cleistes paludosa
- Cleistes paranaensis
- Cleistes parviflora
- Cleistes paulensis
- Cleistes pluriflora
- Cleistes pusilla
- Cleistes quadricallosa
- Cleistes ramboi
- Cleistes revoluta
- Cleistes rodeiensis
- Cleistes rodriguesii
- Cleistes rosea
- Cleistes silveirana
- Cleistes speciosa
- Cleistes strangii
- Cleistes stricta
- Cleistes tamboana
- Cleistes tenuis
- Cleistes triflora
- Cleistes uliginosa
- Cleistes unguiculata
- Cleistes unifoliata
- Cleistes vargasii
- Cleistes venusta
- Cleistes vinosa